# Buffy contre les vampires : Chaos Bleeds
Buffy contre les vampires : Chaos Bleeds (Buffy the Vampire Slayer: Chaos Bleeds) est un jeu vidéo sorti en 2003. Il s'agit d’un beat them all sorti sur PlayStation 2, Xbox et GameCube ainsi que le seul à être multiplateforme. C'est le quatrième jeu vidéo basé sur la série télévisée Buffy contre les vampires, le premier de la franchise permettant de jouer d'autres personnages phares de la série mise à part Buffy Summers et le premier à proposer un mode multijoueur réellement développé.

## Trame
Buffy découvre qu'un terrible ennemi du passé a ressurgi d'entre les ténèbres, motivé à libéré l'ultime incarnation du Diable : Le Premier. Aidé de ses amis, elle devra tuer vampires, zombies et autres démons assoiffés de sang et détruire le Mal avant que celui-ci ne plonge Sunnydale dans les ténèbres.
Personnages
- Profils des personnages jouables :
- Buffy Summers :

Buffy Summers était une fille ordinaire de Californie du sud, mais sa vie a basculé le jour où elle a appris qu'elle était une Tueuse : l'Élue, l'unique jeune fille dans le monde dotée du pouvoir de combattre les forces des ténèbres. Buffy est Tueuse depuis plus de 5 ans maintenant, ce qui représente bien plus que la durée de vie moyenne habituelle pour une Tueuse. Mais chaque jour qui passe, ses chances s'amenuisent et les ombres grandissent...
- Willow Rosenberg :

Willow Rosenberg était une fille effacée, plongée dans ses bouquins, jusqu'à ce qu'elle rencontre Buffy au lycée. Maintenant, Willow est, selon ses propres dires, une " Assistante de la Tueuse " et elle aide Buffy aussi souvent que possible dans son action contre les forces du mal. L'arme principale de Willow est son arsenal grandissant de pouvoirs magiques et sorts puissants.
- Alex Harris :

Alexander Lavelle Harris se fait toujours appeler Alex : sauf lorsque sa mère ou Willow le gronde. Alex est l'ami le plus loyal de Buffy et il la protègera à tout prix. Au lycée, il était le clown de service. Après avoir décidé de ne pas continuer ses études, Alex est passé de travail étrange en travail étrange. Il a finalement dégotté une place dans le bâtiment, pour laquelle il est qualifié et motivé. Il sort avec Anya, une belle fille qui ne mâche pas ses mots, ancienne démone de la vengeance connue sous le nom d'Anyanka.
- Faith :

Faith a été alliée avec les forces du bien comme avec les forces des ténèbres. Elle et Buffy ont déjà été en désaccord plusieurs fois par le passé. Faith, qui fait tout pour se faire pardonner ses mauvaises actions, est aujourd'hui une alliée de choix de Buffy et du reste de la bande.
- Spike :

Spike le vampire, connu aussi sous le nom de " William le sanguinaire ", a été capturé par un groupe appelé Initiative, qui lui a implanté une puce dans le cerveau. Cette puce lui cause des douleurs insoutenables s'il essaye de blesser un être humain. Cependant, Spike a découvert qu'il était encore capable de tuer les démons, et a fini par devenir l'allié le plus inattendu de la Tueuse.
- Sid la Marionnette :

Sid est en fait l'esprit d'un chasseur de démons qui a été enfermé il y a plusieurs années dans le corps d'une marionnette de ventriloque. Avec l'aide de Buffy, il a réussi sa mission : rechercher et détruire la Fraternité des Sept. Son esprit a alors quitté ce monde. Buffy et ses amis pensaient qu'il était parti pour son dernier repos. Ils avaient tort...
- Distribution :
- Rupert Giles :

Giles est issu d'une famille d'observateurs. Les observateurs sont associés aux Tueuses pour les entraîner et les guider. Il est devenu l'observateur de Buffy Summers lorsqu'elle a emmenagé à Sunnydale. Il a toujours été près d'elle comme mentor et comme ami. Giles est le propriétaire de la boutique de magie de Sunnydale.
- Tara McClay :

Tara a rencontré Willow lors d'une réunion d'un groupe de sorcières sur le campus de Sunnydale. Les autres participantes semblaient plus proches du moulin à parole que de la femme d'action, plus préoccupées par la vente de biscuits que par la magie. Timide et modeste, Tara a immédiatement été attirée vers Willow. Avec le temps, Tara a pris un peu d'assurance et a commencé à prendre un rôle actif dans la bande.
- Anya :

Anya a été obligée de survivre au sein d'un étrange microcosme nommé " lycée américain " et de subir les instincts et les envies d'une adolescente moyenne. Non sans ironie, elle a fini par être attirée par Alex Harris. Ils ont alors commencé à sortir ensemble et, à la plus grande surprise des amis d'Alex, sont tombés amoureux. Lorsque Giles a ouvert la boutique de magie, Anya, quelque peu cupide, a commencé à y travailler.
- Ethan Rayne :

Ethan est un vieil ami de Rupert Giles. Ensemble ils ont pratiqué la magie durant leur jeunesse. Ethan a continué à utiliser la magie pour son propre profit. Il est devenu un ennemi de la bande.